# Briggsville
Briggsville es un lugar designado por el censo ubicado en el condado de Marquette en el estado estadounidense de Wisconsin. En el Censo de 2020 tenía una población de 316 habitantes y una densidad poblacional de 63,3 personas por km².

## Geografía
Briggsville se encuentra ubicado en las coordenadas 43°19′18″N 89°35′07″O / 43.32167, -89.58528. Según la Oficina del Censo de los Estados Unidos, Briggsville tiene una superficie total de 4,99 km², de la cual 4,09km² corresponden a tierra firme  0,90 km² es agua.
Se encuentra en la orilla oeste del lago Mason.